# Zeekaart

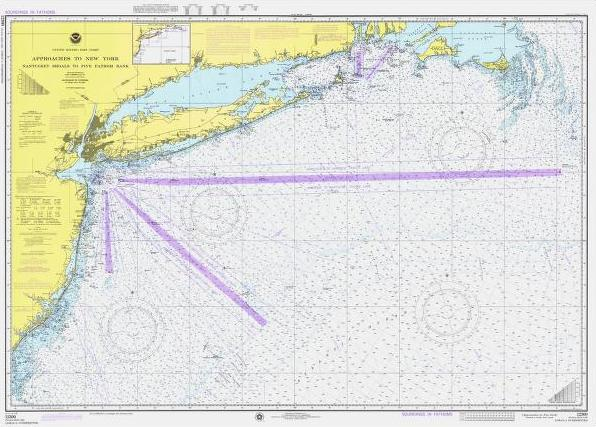
Zeekaart van aanloop New York.

Een zeekaart is een kaart waarop zo veel mogelijk informatie staat die van belang is voor een veilige navigatie op zee en andere wateren. In de binnenvaart worden vergelijkbare kaarten gebruikt voor het binnenwater. Aangevuld met zeemansgidsen, lichtenlijsten en andere publicaties helpen ze de navigator bij een veilige reisvoorbereiding. Afhankelijk van de schaal bevat de kaart informatie over waterdieptes, grondsoorten, de kustlijn, droogvallingen, de hoogten van kenbare punten, kabels en pijpleidingen, betonning en vuurtorens, gevaren voor de navigatie zoals wrakken en ondieptes, zeestromen, getijde en getijstromingen, magnetische richtingen en de infrastructuur van havens. De taak van hydrografische diensten is om deze informatie te verzamelen en te delen. Hiertoe is in 1921 de Internationale Hydrografische Organisatie opgericht.
Het feitelijk gebruik van de papieren kaarten loopt terug, omdat in de zeevaart elektronische versies van zeekaarten meer gebruiksgemak bieden. Voor de veiligheid zijn de papieren versies nog wel aan boord. In de binnenvaart worden elektronische navigatiekaarten gebruikt. Ondanks het vele werk dat door de hydrografische diensten wordt verricht, heeft de zeekaart zijn beperkingen en is een blindelings vertrouwen in een zeekaart niet gerechtvaardigd.
Over het algemeen verdient het de voorkeur te navigeren op een kaart met de grootst mogelijke schaal, hetgeen in de elektronische versies instelbaar is. Er kan op worden ingezoomd.

## Geschiedenis

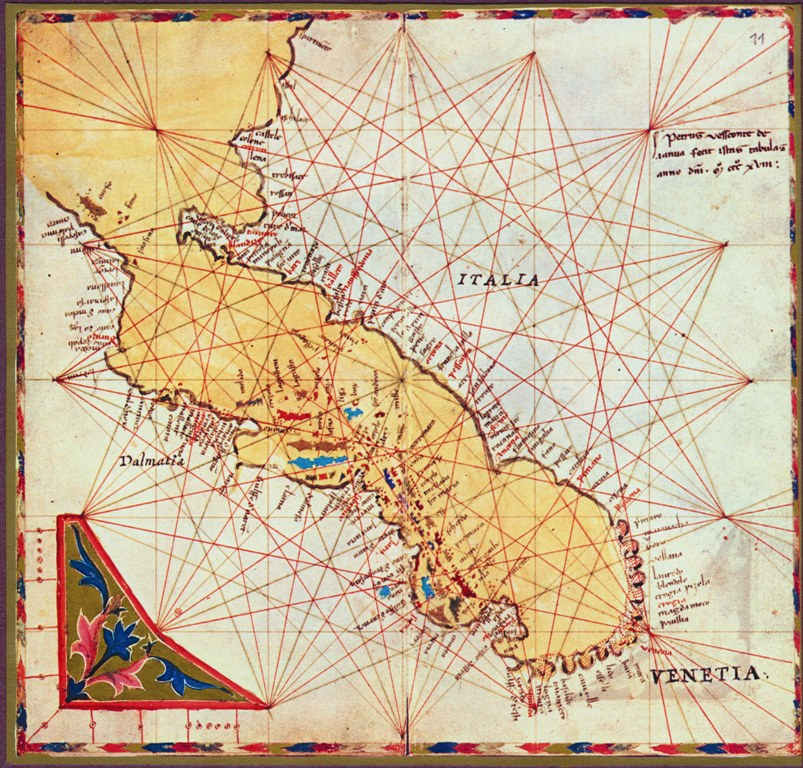
Kaart van de Adriatische Zee uit de atlas van Pietro Vesconte uit 1318

In de dertiende eeuw ontstonden in het gebied van de Middellandse Zee de portulaankaarten. Ze waren doorgaans voorzien van een netwerk van stervormige kompaslijnen, overdreven getande kustlijnen en een symbolische weergave van beroemde plaatsen. Plaatsnamen stonden haaks op de kustlijn in rode letters, als het een goede haven betrof, en anders in zwarte letters. Verder waren ze voorzien van één of meer kompasrozen, afstandsschalen en symbolen voor ondieptes en andere gevaren. De cartografie ontwikkelde zich en in het Nederlandse taalgebied werden deze kaarten medio zestiende eeuw paskaarten genoemd. Hoewel het onderscheid met de portolaan niet heel duidelijk is, is er een aantal verschillen aan te wijzen.

## Titel

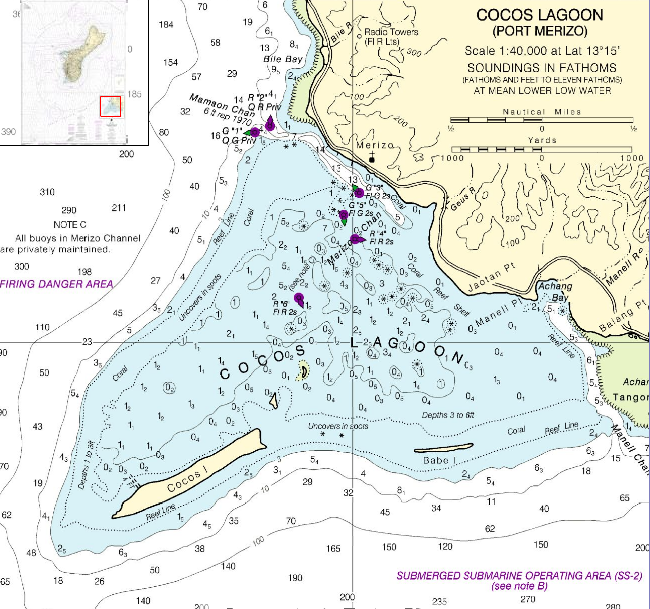
Rechtsboven de titel van een NOAA-kaart.

De titel van een zeekaart bevat informatie die nodig is om de kaart op de juiste manier te interpreteren:
- de geografische aanduiding, het gebied dat de kaart beslaat,
- de schaal en bij mercatorkaarten de breedtegraad waarop deze van toepassing is,
- de eenheden waarin waterdiepte en hoogte aangegeven zijn,
- de herleidingsvlakken voor de waterdiepte en hoogte,
- de geodetische datum van de kaart,
- indien van toepassing de regio van het IALA Maritiem Betonningsstelsel,
- de gebruikte projectie en
- de gebruikte bronnen of opnamen.

De gebruikte eenheden voor de waterdieptes is niet alleen in de titel te zien, maar ook aan de randen in het geval van metrieke Admiraltykaarten. Verder is bij de kleur van land bij metrieke Admiraltykaarten geel en bij vademkaarten grijs. Bij kaarten van andere hydrografische diensten zijn de gebruikte kleuren verschillend. Bij de titel staan ook waarschuwingen en opmerkingen die betrekking kunnen hebben op de veilige vaart.

### Schaal
Internationaal is overeengekomen dat zeekaarten met een schaal kleiner dan 1:50.000 in de mercatorprojectie worden uitgevoerd. Voor speciale kaarten als voor grootcirkel- of poolnavigatie en voor kaarten op grotere schaal zijn andere projecties toegestaan. Bij mercatorkaarten wordt de breedte gegeven waarvoor de schaal geldt, aangezien deze groter wordt met toenemende breedte. Dat effect heet de vergrotende breedte. De schaal op de evenaar {\displaystyle s_{0}} verhoudt zich tot de schaal op breedte b sb volgens de schaalformule:
{\displaystyle s_{b}={s_{0} \over \cos b}}
Vanwege deze veranderende schaal moeten verheden op een mercatorkaart worden afgepast op de middelbreedte, de gemiddelde breedte van een traject, met staande randminuten, de meridiaanminuten die de zijrand van de kaart vormen.
Voor de planning en navigatie zijn er kaarten op verschillende schalen:
- overzichtskaarten en overzeilers zijn kaarten met de kleinste schaal, kleiner dan ca. 1:1.000.000. Overzichtskaarten zijn onder andere variatiekaarten — waarop de isogonen worden afgebeeld — en stroomkaarten die zeestromen te vermelden. Overzeilers worden gebruikt voor het uitzetten van de reis en het oversteken van uitgestrekte en diepe zeeën;
- koers- of trekkaarten hebben een kleine schaal van tussen de ca. 1:1.000.000 en de ca. 1:300.000. Ze worden gebruikt voor de navigatie ruim van de kust;
- kustkaarten hebben een middelgrote schaal van ca. 1:300.000 tot ca. 1:100.000 en worden gebruikt voor navigatie in de buurt van de kust;
- detailkaarten hebben een grote schaal van ca. 1:100.000 tot ca. 1:25.000 en worden gebruikt om havens aan te lopen en bij moeilijke of drukke vaarwaters;
- plankaarten hebben een zeer grote schaal van groter dan ca. 1:25.000 en worden gebruikt voor havens en rivieren.

### Herleidingsvlakken
Het herleidings- of reductievlak (chart datum, CD) wordt gebruikt om waterdieptes tot te herleiden. Dit zijn de kaartdieptes die verschillen van de werkelijke waterdiepte met de waterhoogte. Hoogtes worden weergegeven ten opzichte van het hoogteherleidingsvlak, dat hoger ligt dan het reductievlak.
Vanwege de veilige vaart is de werkelijke waterdiepte over het algemeen groter dan het gekozen reductievlak. Het kan echter voorkomen dat de waterstand lager is, bijvoorbeeld bij aflandige wind. Niet alle kaarten gebruiken hetzelfde reductievlak. Dit hangt af van het karakter van de getijbeweging. Nederlandse kaarten van Nederlandse wateren gebruikten tot 2006 het gemiddeld laag-laagwaterspring (gem. LLWS) — het maandelijkse laagste gemiddelde van laagwaterspring — maar hier wordt nu overgegaan op het laagste astronomische getij (Lowest Astronomical Tide, LAT), wat internationaal is aanbevolen. In Duitse wateren gebruikte men gemiddeld laagwaterspring (gem. LWS), maar is men ook overgegaan op LAT. In Admiraltykaarten gebruikt men over het algemeen het LAT. Andere hierin gebruikte reductievlakken zijn LWS en het middenstandsvlak, de gemiddelde waterstand (Mean Sea Level, MSL).
Als hoogteherleidingsvlak wordt in Nederlandse kaarten het middenstandsvlak gebruikt. Veel Admiraltykaarten gebruiken het gemiddeld hoogwaterspring (Mean High Water Spring, MWHS), of het middenstandsvlak als de getijdebeweging minimaal is. Doordat dit vlak hoger ligt, is er een marge bij bruggen en andere constructies. Ook is bij positiebepalingen aan de hand van hoogtemetingen van kenbare punten als vuurtorens of bergen de positie hierdoor dichter bij de kust weergeven dan in werkelijkheid, waardoor een veiligheidsmarge ontstaat.

### Geodetische datum
Behalve de verticale datum — het reductievlak — moet ook de horizontale datum worden vastgesteld. Dit is de geodetische datum. Hiermee wordt de niet wiskundig uit te drukken vorm van de aarde — de geoïde — benaderd door een wel wiskundig uit te drukken ellipsoïde, specifiek een referentie-ellipsoïde. Het hoogteverschil tussen de geoïde en de ellipsoïde is de geoïdehoogte die positief is als de geoïde buiten de ellipsoïde valt. Er zijn verschillende ellipsoïden in gebruik, afhankelijk van hoe deze aansluiten bij de vorm van de aarde op de plaatse van het gebied dat moet worden geprojecteerd. Een aantal is ook een geodetische datum, waarmee de geografische coördinaten gedefinieerd worden. Er zijn honderden geodetische data die vaak niet geocentrisch zijn om lokaal goed aan te sluiten bij de geoïde en daarmee niet wereldwijd bruikbaar, zoals het nog veel in Europa gebruikte ED50. Met de komst van Transit, het eerste systeem voor satellietnavigatie dat bovendien overal op de wereld kon worden gebruikt, ontstond de behoefte aan een geocentrische datum. Dit werd het World Geodetic System, waarvan de laatste versie WGS 84 is. GLONASS gebruikt PZ 90. Behalve de horizontale coördinaten, definieert de geodetische datum ook een hoogte die niet noodzakelijk overeenkomt met het reductievlak dat wordt gebruikt door de zeekaart.
Onderling kunnen deze datums behoorlijk van elkaar verschillen. Posities die worden verkregen via elektronische navigatie als GPS kunnen dan ook niet zonder meer in de kaart worden gezet. Als de datum van de navigatie-apparatuur niet gelijk is aan die van de kaart, dan zal er eerst een correctie moeten worden toegepast. Veel GPS-ontvangers kunnen met een transformatieformule een datumconversie uitvoeren waarbij het Bursa-Wolf-model veel wordt gebruikt. Ook kan niet zonder meer een positie van de ene kaart worden overgenomen in een andere kaart. Bij oude kaarten zonder geodetische datum moeten posities overgezet worden aan de hand van een peiling en afstand tot een kenbaar punt. GPS-posities kunnen hier een verschil hebben van enkele mijlen. Ook bij andere kaarten kan de navigatie-apparatuur nauwkeuriger zijn dan de kaart.
De Admiraltykaarten worden allemaal omgezet naar WGS 84. Dit loopt al vele jaren en zal ook nog jaren duren, vooral bij kaarten waarvoor het verband tussen de bestaande opnemingen en WGS 84 moet worden vastgesteld.

### Projectie
De volgende omzetting is die van de ellipsoïde naar het platte vlak van de zeekaart, met vaak de bol als tussenstap. Om dit te bereiken zijn er verschillende kaartconstructies, niet helemaal correct kaartprojecties genoemd. De projecties zijn onder te verdelen in drie groepen, met elk voor zeekaarten relevante projecties:
- de azimutale projectie:
  - de gnomonische projectie
  - de afstandsgetrouwe azimutale projectie
  - de hoekgetrouwe azimutale projectie
- de kegelprojectie:
  - de hoekgetrouwe kegelprojectie
- de cilinderprojectie
  - de mercatorprojectie of normale conforme projectie
  - de universele transversale mercatorprojectie
  - de middelbreedtekaart.

Alle omzettingen leiden tot vervormingen. Dit kunnen hoek-, lengte- en oppervlaktevervormingen zijn. Bij afylactische projecties treden deze allen tegelijk op. Er zijn echter projecties waarbij een van deze niet vervormt. Bij hoekgetrouwe projecties spreekt men van conformiteit, bij oppervlaktegetrouwe projecties van equivalentie en bij afstandsgetrouwe projecties van equidistantie. Afhankelijk van de locatie en aan welke eigenschap de voorkeur wordt gegeven, kiest men een projectie.
Voor de navigatie bestaan deze eisen uit:
- conformiteit,
- de loxodroom moet een rechte lijn zijn,
- de grootcirkel moet een rechte lijn zijn en
- een geringe schaalverandering.

De mercatorprojectie voldoet aan de eerste twee eisen en op niet te hoge breedte ook aan de laatste. De Lambertprojectie voldoet aan de eerste en de laatste eis en afhankelijk van de breedte ook redelijk aan de tweede eis. Aan de tweede en derde eis kan nooit tegelijkertijd voldaan worden. De meeste navigatiekaarten zijn mercatorkaarten.

### Internationale zeekaart
De hydrografische diensten wereldwijd maken zeekaarten van de nationale wateren. Maar enkele landen hebben een wereldwijd dekkende kaartenserie. De meest gebruikte zijn de Britse Admiraltykaarten, andere zijn de Russische GUNiO-kaarten, de Franse SHOM-kaarten en de Amerikaanse NGA/NOAA-kaarten. Duitsland en Japan hebben ook grote kaartseries, hoewel niet werelddekkend. In de achttiende eeuw had de Republiek nog een complete wereldserie, deels van de VOC en deels van Gerard van Keulen.
Omdat het voor een land niet mogelijk is om de hydrografische opnemingen voor al deze kaarten zelf te verrichten, bestaat een deel van de wereldseries uit afgeleide kaarten; kaarten die zijn gebaseerd op die van andere landen die aangepast zijn aan de eigen kaartserie. Om dit te stroomlijnen, coördineert IHO vanaf 1971 de uitgave van internationale zeekaarten. De gebruikte projecties, kleuren, terminologie en symbolen zijn daarvoor zo veel mogelijk geharmoniseerd. Op verzoek krijgen andere hydrografische diensten de beschikking over de gegevens en het materiaal om de eigen serie aan te vullen. De kaarten zijn te herkennen aan INT gevolgd door maximaal vier cijfers met daarnaast mogelijk het nationale nummer.

## Waterdieptes

Voorbeeld gebruikte kleuren
land
droogvallingen
continentaal plat
continentale verheffing
oceaan

Dieptes worden aangegeven met dieptelijnen en numerieke aanduidingen in meters of vadems. Vroeger werden lodingen — de metingen van de waterdieptes — genomen met een handlood. Van veel oudere en ook wel nieuwere kaarten is dit nog steeds de basis. Bij deze manier van werken werden rotspunten en andere ondieptes gemakkelijk over het hoofd gezien. Voor minder drukke vaarwateren en afgelegen gebieden bestaat de kans dan ook dat niet alle voor de navigatie relevante ondieptes in de kaart staan. Zo stootte de Mighty Servant II in 1999 bij Berhala op een niet in de kaart staande rotspunt. In de kaart was wel aangegeven dat het een onveilig gebied betrof waarbij niet alle ondieptes waren aangegeven. Dit kan ook in minder afgelegen gebieden voorkomen, zoals bleek toen de MV Rocknes in 2004 kapseisde bij Bergen na op een niet in de kaart staande rots gestoten te zijn. Daarnaast speelt ook dat de diepgang door de jaren heen is toegenomen.
Latere hydrografische opnamen werden gemaakt met een echolood, maar ook hierbij konden ondieptes over het hoofd worden gezien. Tegenwoordig wordt veel gebruikgemaakt van side scan sonar, waarmee de kans dat een ondiepte over het hoofd wordt gezien minimaal is. Het grootste deel van de oceanen wordt echter niet op deze manier in de kaart gebracht. Hier zijn de dieptes nog steeds gebaseerd op sporadische en onnauwkeurige metingen. De kans is dan ook niet onaanzienlijk dat er zich gevaarlijke ondieptes bevinden in deze wateren, zoals bleek toen de Muirfield in 1973 op een onderzeese berg liep in de Indische Oceaan waar de kaartdiepte meer dan 5000 meter was.
De gemeten dieptes worden herleid naar het reductievlak. In de kaart staan dieptelijnen en ondiep water wordt lichtblauw gekleurd. Wat wordt gezien als ondiep water hangt af van de schaal. Droogvallingen worden aangegeven in groen.

### Gevaren voor de navigatie
In de kaart worden diverse gevaren voor de navigatie weergegeven. Dit zijn:
- ondieptes;
- rotsen, boven en onder water;
- wrakken, boven en onder water;
- andere obstakels onder water;
- draaikolken;
- stroomrafelingen;
- branding;
- zeewier.

#### Ondieptes en rotsen
Ondieptes worden aangegeven met de waterdiepte indien deze bekend is en omcirkeld met een stippellijn (). Hiernaast kan aangegeven staan of het gaat om een wrak of andere obstructie. Rotsen worden aangegeven als  indien ze een gevaar voor de navigatie zijn en als  indien ze soms boven water uitsteken.

#### Wrakken
Bij wrakken wordt onderscheid gemaakt tussen wrakken die (deels) boven water uitsteken (onder andere ) en bij wrakken onder water tussen ondieper dan 28 meter () en dieper dan 28 meter (). De laatste wordt gezien als niet gevaarlijk voor de oppervlaktenavigatie. Overigens is de definitie hiervoor met toenemende scheepsgrootte en diepgangen aangepast, zodat deze dieptecriteria voor 1968 kleiner waren. Er zijn daardoor nog kaarten waarbij er minder water staat boven een als ongevaarlijk aangeduid wrak.
Bij sommige wrakken is de diepte onbekend, andere gemeten met een lood en als meer zekerheid nodig is met veegdraad. Tegenwoordig gebeurt dit steeds meer met side scan sonar. Welke methode is gebruikt, is af te leiden uit het symbool waarmee het wrak wordt aangeduid. Deze symbolen staan in een aparte kaart vermeld die elke hydrografische dienst uitgeeft. Vaak is dit kaart 1, bij de UKHO is dit BA 5011. Obstructies die geen gevaar voor de navigatie zijn, maar wel hinderlijk voor schepen die ankeren of vissen en worden aangegeven met # (vuile grond (en)  foul ground).

## Grondsoorten
In veel kaarten staat verspreid de grondsoort van de zeebodem aangegeven. Vroeger werd deze informatie wel gebruikt voor navigatie, tegenwoordig is dit vooral van belang bij het bepalen van goede ankergrond. Deze informatie is niet al te betrouwbaar, omdat de meeste grondsoorten zijn vastgesteld aan de hand van metingen met een dieplood en daarmee slechts een monster van de oppervlakte van de bodem is. Rond ankerplaatsen is de betrouwbaarheid over het algemeen beter door waarnemingen van de grondsoort aan de vloeien van de ankers.

## Kustlijn
De kustlijn die wordt aangegeven in de kaart is de waterlijn ten opzichte van het hoogteherleidingsvlak, de hoogwaterlijn. De laagwaterlijn — ook wel laagwaterstrandlijn, nul-meterlijn of droogvallingslijn — is de waterlijn ten opzichte van het reductievlak. Het gebied daartussen is afhankelijk van het tij wel of niet boven water. Deze droogvallingen worden lichtgroen in de kaart aangegeven. Bij een langzaam aflopende kust kunnen deze droogvalligen vrij breed worden en is plaatsbepaling aan de hand van een radarafstand onnauwkeurig. Bij een groot verval is een hoogtemeting onnauwkeurig.

## Hoogtes

### Kenbare punten
Voor de kustnavigatie kan gebruik worden gemaakt van kenbare punten (conspicuous points of landmarks) als gebouwen, torens, schoorstenen en masten. Deze hebben veelal een eigen symbool, zodat ze eenvoudig te peilen zijn. Bij bergen wordt de hoogte van de top aangegeven naast een punt, zoals 341. Op deze manier kan door met een sextant de hoek te meten, de afstand tot de top bepaald worden.

#### Landverkenningen
Om herkenning van kusten te vereenvoudigen, hebben sommige, vooral oudere kaarten zogenaamde landverkenningen (views). Dit zijn panoramische schetsen van de kustlijn. In nieuwere kaarten ontbreken deze veelal. In plaats daarvan beschikken de zeilaanwijzingen over veel panoramische foto's voor dit doel.

## Lichten

De verschillende lichtkarakters.

Lichten — ook wel vuren genoemd — worden over het algemeen aangegeven als sterretje met magenta vlammetje, afgezien van vuurschepen, boor- en exploratieplatformen en boeien die hun eigen symbolen hebben. Bij vuurtorens wordt naast het karakter ook de hoogte gegeven en de dracht. Dit is bij voorkeur de nominale dracht, maar een aantal landen gebruikt de optische dracht. Tot 1972 werd de geografische dracht gegeven, tenzij de optische dracht kleiner was. Het nieuwe beleid is nog niet doorgevoerd in alle kaarten. Meer details zijn te vinden in de lichtenlijst. Een voorbeeld in de kaart kan zijn Fl(2)5s10m11M, een schitterlicht met een periode van 5 seconden met daarin twee schitters, een hoogte van 10 meter en een nominale dracht van 11 zeemijl.
De karakters zijn te onderscheiden in verschillende groepen; vaste lichten (fixed), schitterlichten (flashing), onderbroken lichten (occulting), isolichten en morse. Het meest gebruikt zijn witte schitterlichten, maar andere karakters en kleuren komen ook voor. Zo zijn rood en groen veel gebruikt bij haveningangen.
Bij sectorlichten is een wit licht zichtbaar in veilig vaarwater en een rood of groen licht aan weerszijden daarvan. Een andere manier om een vaarwater aan te geven is met behulp van geleidelichten. Hierbij staat het achterste licht iets hoger dan
het voorste in de richting van de lichtenlijn. Aan de hand van de stand van de lichten ten opzichte van elkaar kan vastgesteld worden aan welke kant van de lichtenlijn men zich bevindt. Als men zich op de lichtenlijn bevindt, kunnen de miswijzing van het kompas en de totale fout van het gyrokompas bepaald worden.

## Bebakening en betonning
Met betonning worden vaarwegen en gevaren voor de navigatie aangegeven. Dit is algemeen uitgevoerd volgens het IALA Maritiem Betonningsstelsel dat twee regio's kent, A en B. In regio A houdt men op zee in de betonningsrichting rood aan bakboord en in regio B groen. De betonningsrichting staat in de kaart aangegeven met een pijl met twee cirkels. Op binnenwateren in Europa wordt het SIGNI-systeem gebruikt dat nauw aansluit op het IALA-systeem (Regio A) dat in Europa gehanteerd wordt.
Het betonningsstelsel kent vijf soorten betonningsvoorwerpen; stomp (), spits (), bol (), pilaar () en spar (). Bij de eerste drie is aan de vorm af te leiden aan welke zijde ze gepasseerd moeten worden, bij de laatste twee is dat niet zo. De boeien kunnen uitgerust zijn met vier soorten toptekens. Deze kunnen stomp-, spits-, bol- of x-vormig zijn. De kleuren kunnen rood, groen, geel of zwart zijn, de eventuele lichten rood, groen, geel of wit.

## Verkeersscheidingsstelsels

Verkeersscheidingsstelsel in Prince William Sound.

Sinds de invoering van het eerste verkeersscheidingsstelsel in 1967 in de Nauw van Calais zijn er steeds meer van deze stelsels ingevoerd om de veilige navigatie te bevorderen. Deze worden met magenta in de kaart aangegeven en hebben vaak een scheidingszone met aan weerszijden verkeersbanen. De richting van het verkeer in deze banen wordt aangegeven met een pijl ().
Het volgen van een verkeersscheidingsstelsel is niet verplicht. Er kan bijvoorbeeld op grond van de waterdiepte en de eigen diepgang van af worden gezien om deze te volgen. Als het stelsel echter gebruikt wordt, dient de bestaande verkeersrichting gevolgd te worden. Steeds meer wordt het verkeer in deze stelsels begeleidt door een vessel traffic service (VTS).

## Stromen en getij
Waar van toepassing wordt aangegeven wat de zeestromen en getijstromen zijn. De eerste worden weergegeven met een gegolfde pijl met de stroomsnelheid in knopen. De tweede wordt weergegeven door pijlen met veren als het getij slechts twee richtingen heeft. In andere gevallen staan er wiebertjes {\displaystyle {\color {Magenta}{\boldsymbol {\Diamond }}}} in de kaart met daarin letters die verwijzen naar een tabel waarin de getijdestroom nader wordt gespecificeerd voor spring- en doodtij voor elk uur ten opzichte van hoogwater van een nabije haven. Bestendige wervelingen worden ook aangegeven in de kaart.

## Richting

Kompasroos

Richtingen in de kaart worden aangegeven met een kompasroos ten opzichte van het ware noorden Nw. In die kompasroos staat over het algemeen de variatie — het verschil tussen het ware en het magnetische noorden Nm — aangegeven met het jaar waar deze voor geldt en de jaarlijkse verandering van het aardmagnetisch veld. Soms is er ook een kleinere magnetische roos aanwezig. Peilingen en koersen kunnen aan de hand van deze roos met een parallelliniaal worden uitgezet in de kaart.

## Radio- en radarstations en -bakens
Radio- en radarstations zoals radiobakens en racons zijn in de kaart aangegeven met een magenta cirkel met daarbij enige details.

## Netwerkkaarten

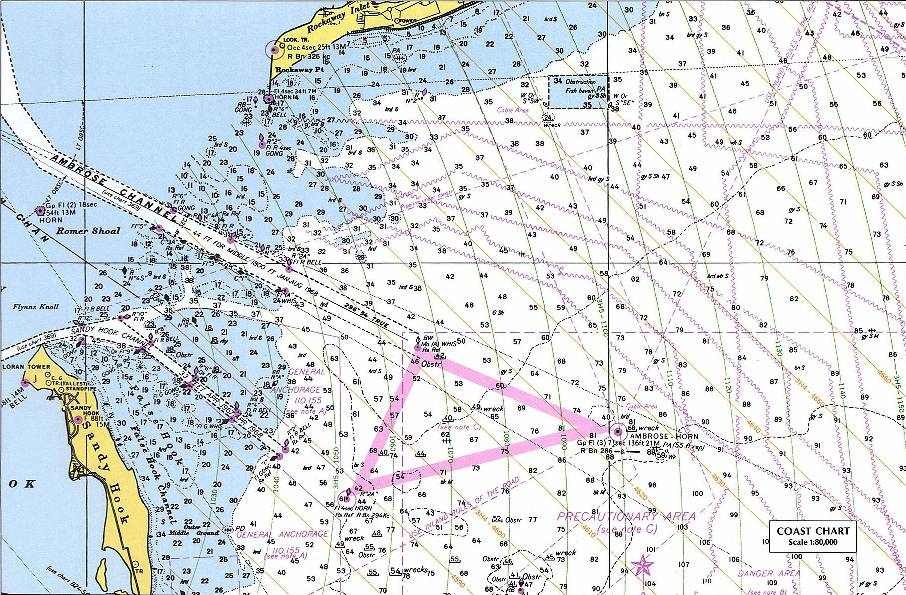
Kaart van aanloop New York met LORAN-positielijnen.

Hyperbolische plaatsbepalingssystemen als DECCA en LORAN maken gebruik van meerdere zendstations, zogenaamde ketens met een master station en minimaal twee slave stations. Door respectievelijk het fase- en tijdsverschil te meten tussen de verschillende stations, zijn hyperbolische positielijnen vast te stellen. Waar modernere ontvangers hieruit een geografische positie kunnen afleiden, geeft oudere apparatuur aan op welke positielijnen men zich bevindt. Door meerdere positielijnen te combineren, kan de positie bepaald worden. Voor dit doel bestaan er kaarten die voorzien zijn van een patroon van DECCA- en LORAN-lijnen. Deze kaarten worden echter uitgefaseerd. In het verleden bestonden er ook Omegakaarten, voor het navigatiesysteem Omega.

## Berichten aan zeevarenden
Omdat de informatie op de zeekaarten en de aanverwante boekwerken veranderlijk is, moeten deze regelmatig gecorrigeerd worden. Hiertoe worden wekelijks door de hydrografische diensten berichten aan zeevarenden met verbeteringen uitgegeven, zoals de Notices to Mariners (NtM's) van de Admiralty. Als er spoedeisende veranderingen zijn, worden deze doorgegeven via de NAVTEX. Als er een groot aantal veranderingen is, kan er een nieuwe editie van de kaart worden uitgegeven. Een nieuwe kaart wordt uitgegeven als deze deels nieuw gebied beslaat, een andere schaal heeft, of metrisch is geworden.

## Boekwerken
Naast het gebruik van zeekaarten voor de navigatie, moet gebruikgemaakt worden van de nodige boekwerken ter ondersteuning van de informatie in de kaart. De belangrijkste staan hieronder gegeven. Daarnaast zijn er nog de nautische almanakken, zeevaartkundige tafels, kortbestektafels, handboeken voor diverse navigatieinstrumenten en meteorologische publicaties.

### Zeemansgidsen
Van groot belang hierbij zijn de zeemansgidsen, vaak zeilaanwijzingen genoemd. De Admiralty Sailing Directions (Pilots) bevatten informatie die nodig is om veilig een kust of haven aan te kunnen lopen die niet in de kaart staat. De informatie bestaat uit klimatologische gegevens, getijden, getijstromen, zeestromen, gevaarlijke combinaties van wind en stroom, aanbevolen routes, veilige ankerplaatsen, beschrijvingen van kenbare punten en beschikbare diensten in een haven als beloodsing, bunkerstations, scheepshandelaren, scheepswerven en medische faciliteiten.
Speciale uitgaven van de Admiralty zijn de Mariners Handbook en de Ocean Passages for the World. De eerste geeft uitleg bij het gebruik van kaarten en boekwerken, meteorologie en oceanografie en navigatie. De tweede beschrijft de routes die niet in de andere pilots worden gegeven; die voor oceaanoversteken.

### Lichtenlijsten
De informatie over lichten is in de kaart relatief beperkt. Meer details zijn te vinden in de lichtenlijsten. In de twaalf delen van de Admiralty List of Lights and Fog Signals worden alle voor de navigatie van belang zijnde vuurtorens, lichtschepen, boeien, bakens en mistseinen ter wereld beschreven.

### Getijtafels en stroomatlassen
In de getijtafels zijn de waterstanden te vinden. De Admiralty Tide Tables geven deze wereldwijd. In de stroomatlassen staan de getijstromen per uur ten opzichte van hoogwater van een bepaalde haven. Hier is geen wereldwijde dekking door één hydrografische dienst; ook de Admiralty Tidal Stream Atlases beperken zich tot Noordwest-Europa.

### Radiolijsten
De zes delen van de Admiralty List of Radio Signals bevatten informatie die betrekking heeft op voor de navigatie van belang zijnde radiostations. Volume 1 bevat informatie over kuststations, satellietcommunicatie, kustwachtcommunicatie, radiomedisch advies en piraterijmeldingen. Volume 2 bevat informatie over navigatiesystemen als radiorichtingzoekstations, radarbakens, satellietnavigatiesystemen, referentiestations voor DGPS, tijdseinen en zomertijd. Volume 3 bevat informatie over radioweerberichten en volume 4 over weerkundige waarnemingsstations. Volume 5 betreft GMDSS en volume 6 geeft radio-informatie over beloodsing en VTS.

## Betrouwbaarheid
Niet alle zeekaarten zijn even betrouwbaar. De mate van betrouwbaarheid is vast te stellen aan de hand van informatie over de gebruikte bronnen. Hydrografische opnamen kunnen zeer oud zijn, van slechte kwaliteit en onvolledig. Oude opnamen zijn vaak wel precies, maar niet nauwkeurig, dat wil zeggen dat ze ten opzichte van elkaar vaak wel correct zijn, maar sterk kunnen afwijken van huidige datums als WGS 84, waardoor zicht- en radarpeilingen hier betrouwbaarder zijn dan GPS. Hydrografische opnamen worden over het algemeen gedaan met de meest geavanceerde technieken die op dat moment beschikbaar is en betrouwbaarder zijn dan de dan gebruikte navigatiemethoden en -technieken. Voor de Tweede Wereldoorlog hield dit zichtmetingen in. Daarna werd gebruikgemaakt van DECCA, Hifix, Hyperfix en Trisponder tot de jaren tachtig. Tegenwoordig wordt DGPS gebruikt. De huidige navigatiemiddelen zijn daarmee nauwkeuriger dan opnamen van voor de jaren tachtig, zodat bij kaarten met oudere opnamen de positie van het schip nauwkeuriger is dan die van de weergegeven objecten.

## Elektronische zeekaart

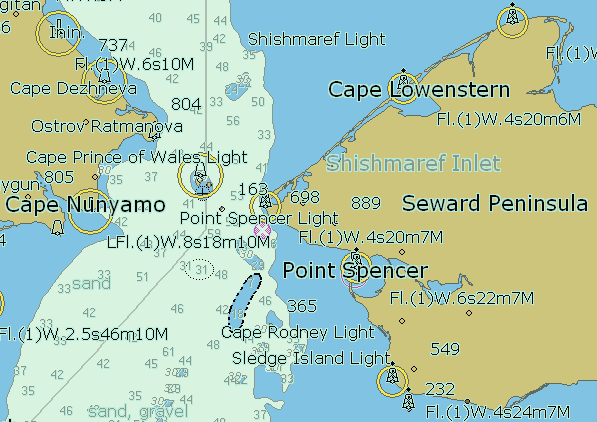
Elektronische zeekaart van de Beringstraat.

Tegenwoordig zijn elektronische zeekaarten beschikbaar. Met behulp van een database — een vectorkaart of een rasterkaart, ENC of RNC — wordt hierbij via een systeem — een ECDIS — een zeekaart weergegeven. Vectorkaarten kunnen veel meer informatie bieden dan rasterkaarten, wat de reden is dat hier de voorkeur aan wordt gegeven. Rasterkaarten zijn niet meer dan elektronische weergaven van papieren kaarten. Het maken van vectorkaarten is echter zeer arbeidsintensief, zodat de in 1995 door IMO en IHO ontwikkelde standaard in 1998 door de IMO werd uitgebreid met rasterkaarten. Deze mogen alleen gebruikt worden in de afwezigheid van vectorkaarten. Een ECS is een ECDIS die niet aan de IMO-standaard voldoet en daarmee niet aan de SOLAS-eisen op het gebied van navigatiekaarten.
Het gebruik van moderne technieken maakt het mogelijk om navigatieaanwijzingen in elektronische kaartsystemen te integreren. Het is bijvoorbeeld daarmee mogelijk om fysiek aanwezige boeien te vervangen door virtuele boeien, die dus alleen elektronisch op de kaart waarneembaar zijn. Hiervoor gebruikt men het Automatic Identification System. Het is bij elektronische navigatiekaarten mogelijk het radarbeeld over de kaart te leggen, waardoor een actueel beeld van de omgeving ontstaat.